# Matt Moore
Matthew Cody Moore (ur. 18 czerwca 1989) – amerykański baseballista występujący na pozycji miotacza.

## Przebieg kariery
Moore został wybrany w 2007 roku w ósmej rundzie draftu przez Tampa Bay Devil Rays i początkowo występował w klubach farmerskich tego zespołu, między innymi w Durham Bulls, reprezentującym poziom Triple-A. W Major League Baseball zadebiutował 14 września 2011 w meczu przeciwko Baltimore Orioles. 16 lipca 2013 po raz pierwszy wystąpił w Meczu Gwiazd.
22 lipca 2013 w meczu z Boston Red Sox zaliczył pierwszy w MLB complete game shutout. W kwietniu 2014 z powodu kontuzji lewego łokcia, której doznał w spotkaniu z Kansas City Royals, zmuszony był przejść operację Tommy'ego Johna, co wykluczyło go z gry do końca sezonu.
1 sierpnia 2016 w ramach wymiany zawodników przeszedł do San Francisco Giants. 25 sierpnia 2016 w meczu z Los Angeles Dodgers na Dodger Stadium, przez 8⅔ zmiany notował no-hittera, który zakończył Corey Seager, zaliczając single'a. W całym spotkaniu Moore oddał 133 narzuty.
15 grudnia 2017 w ramach wymiany przeszedł do Texas Rangers.

## Nagrody i wyróżnienia
| Nagroda/wyróżnienie | Lata | Źródło |
| All-Star            | 2013 | [ 4 ]  |